# 1010er
Portal Geschichte | Portal Biografien | Aktuelle Ereignisse | Jahreskalender | Tagesartikel

◄ |
10. Jh. |
11. Jahrhundert
| 12. Jh. | ►

◄ |
980er |
990er |
1000er |
1010er
| 1020er | 1030er | 1040er | ►

1010 |
1011 |
1012 |
1013 |
1014 |
1015 |
1016 |
1017 |
1018 |
1019

## Ereignisse
- 1010: erstmalige urkundliche Erwähnung von Anrath, als der Ort unter Erzbischof Heribert von St. Peter bei Kempen abgepfarrt und zur eigenständigen Pfarre erhoben wird.
- 1012: erstmalige Erwähnung der Synagoge in Köln.
- 1012: Erste Ketzergruppen entstehen, zunächst in Mainz.
- 1014: Der byzantinische Kaiser Basileios II. siegt über Bulgarien.
- 1014: König Heinrich II. wird von Papst Benedikt VIII. zum Kaiser gekrönt.